# Kepler-62f
Kepler-62f (còn được gọi theo định danh của Đối tượng quan tâm của Kepler là KOI-701.04) là một ngoại hành tinh siêu Trái Đất nằm trong vùng có thể ở được, quay quanh ngôi sao Kepler-62, là hành tinh ngoài cùng trong số năm hành tinh được phát hiện xung quanh ngôi sao Kepler-62 bởi kính viễn vọng không gian Kepler của NASA. Nó nằm cách Trái Đất khoảng 990 năm ánh sáng (304 parsec) trong chòm sao Lyra.
Kepler-62f quay quanh một ngôi sao có tên là Kepler-62 ở khoảng cách 0,718 AU (107.400.000 km; 66.700.000 mi) tính từ ngôi sao mẹ với chu kỳ quỹ đạo khoảng 267,3 ngày, có khối lượng khoảng ít nhất là gấp 2,8 lần Trái Đất và có bán kính gấp khoảng 1,41 lần so với Trái Đất. Hành tinh này là một trong những ứng cử viên tương đối hứa hẹn cho khả năng có sự sống ổn định, vì ngôi sao mẹ của nó là một ngôi sao tương đối ổn định và có khối lượng nhỏ hơn Mặt Trời, nên Kepler-62 có thể tồn tại trong khoảng thời gian dài. Do khối lượng của nó, Kepler-62f có khả năng là một hành tinh đất đá hoặc được bao phủ bởi đại dương. Tuy nhiên, các thành phần chính của ngoại hành tinh này vẫn cần được đánh giá và kiểm chứng để xác định khả năng sinh sống, chẳng hạn như bầu khí quyển của nó, vì nó nằm ở phần bên ngoài của vùng có thể ở được của ngôi sao chủ.